# Blato (tlo)
Blato je mješavina suhe i tekuće tvari. Čini sitnozrni sediment, zasićen vodom, na dnu vodom prekrivenih površina – rijeka, mora, jezera i oceana. Predstavlja početni stadij u nastajanju brojnih sedimentnih stijena. Kad je navlažen u tekučim je stanju, kada se osuši prelazi u čvrsto stanje. 
Prema nastanku može se izdvojiti nekoliko vrsta: biogeni mulj, kemogeni mulj, terigeni mulj i vulkanogeni mulj. Na morskim dnu predstavlja sedimente koji sadrže 30 – 50 % sitinih čestica, čiji je promjer manji od 0,01 milimetra.
- Kuća od blata u Amranu, Jemen
- Kuća ožbukana blatom u Pakistanu
- Osušeni mulj ispisan tragovima kamenja koje je kotrljao vjetar